# Fickparkering

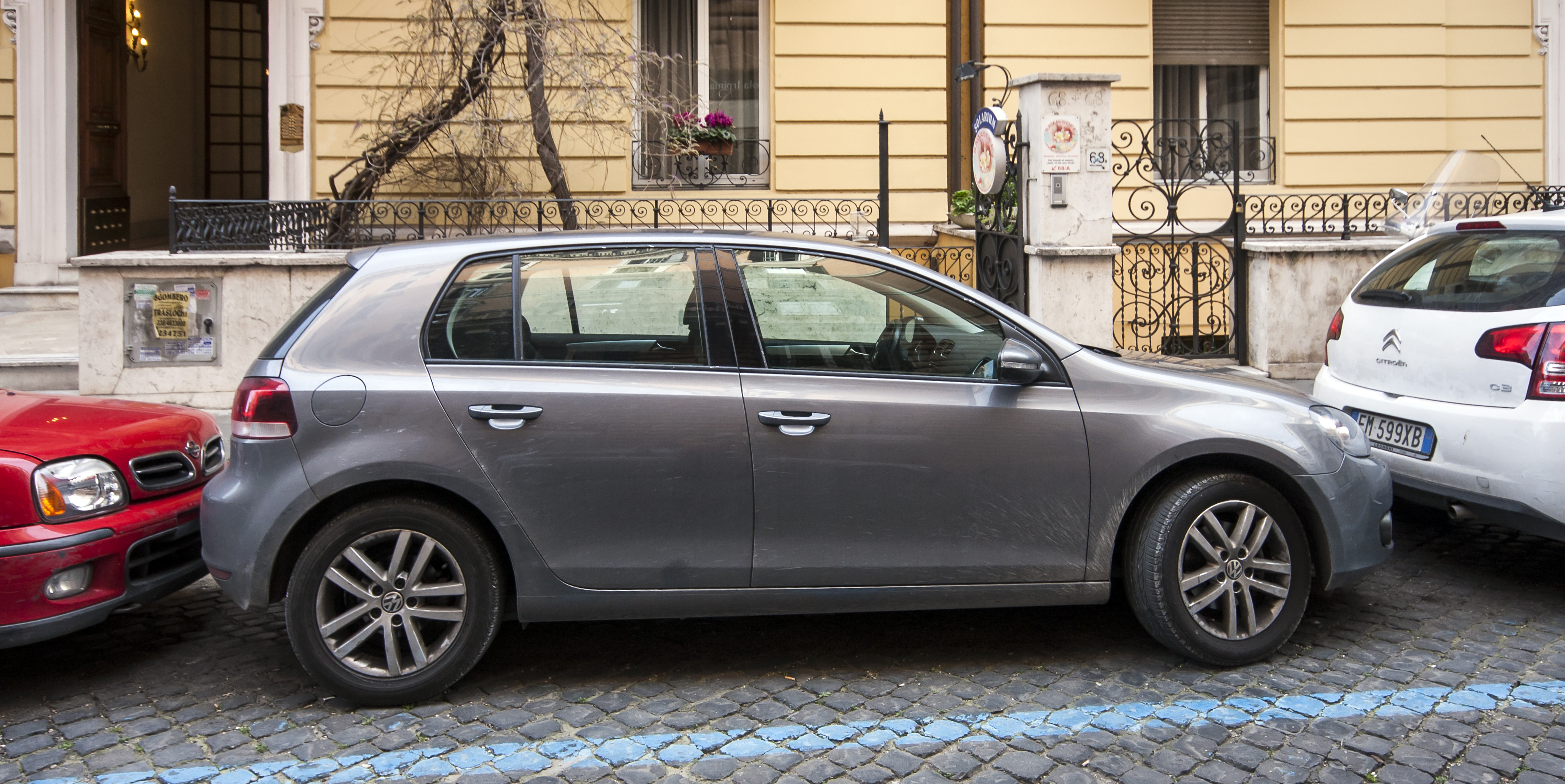
Fickparkerad bil i Rom, där fickparkeringen ofta är mycket tät.

Fickparkering är en variant av parkering. Bilarna ställs upp på rad efter varandra, i utritade parkeringsrutor eller fritt baserat på hur mycket plats som finns. När det mellan två parkerade bilar har uppstått en ledig plats och man ämnar att parkera sin egen bil där krävs det en viss manöver för att lyckas styra in sin bil i "fickan". Vanligast är att man backar in. Denna manöver lärs ofta ut på körskolor som en del i förarutbildningen.